# Atalaya-Mirador de Eiffel
La Atalaya-Mirador de Eiffel es una torre metálica situada en Las Navas del Marqués, provincia de Ávila, España. Construida en 1873 en hierro y madera;tradicionalmente su autoría se ha atribuido al arquitecto Gustave Eiffel,. Su construcción fue ordenada por la Duquesa de Medinaceli. Ha sido empleada como atalaya forestal.